# Stalingrad (jeu vidéo, 1995)
Pour les articles homonymes, voir Stalingrad (homonymie).
Stalingrad est un jeu vidéo de type wargame développé par Atomic Games et publié par Avalon Hill en 1995 sur IBM PC et Macintosh. Il est le deuxième volet de la série de wargames World at War développé par Atomic Games en s’appuyant sur le moteur de jeu de V for Victory I: Utah Beach. Il fait suite à Operation Crusader (1994) et est suivi de D-Day: America Invades (1995), qui marque la fin de la série,. Le jeu se déroule pendant la Seconde Guerre mondiale et simule la bataille de Stalingrad qui oppose les armées allemandes et soviétiques. Le jeu reprend l’interface graphique et le système de jeu, au tour par tour, de son prédécesseur. Le jeu propose sept scénarios qui retracent l’ensemble des opérations militaires dans quatre mois de la bataille de Stalingrad

## Accueil
| Stalingrad            |      |       |
| Média                 | Pays | Notes |
| Computer Gaming World | US   | 4/5   |
| Gen4                  | FR   | 3/6   |
| Joystick              | FR   | 75 %  |
| PC Gamer US           | US   | 95 %  |